# MAZ-538
Der MAZ-538 (russisch МАЗ-538) ist ein schwerer Raddozer, der ab den 1950er Jahren im Minski Awtomobilny Sawod für die sowjetischen Streitkräfte konzipiert und gebaut wurde. Ihm ging der Prototyp MAZ-528 voraus. Im Laufe der Jahrzehnte wurden diverse Abwandlungen hergestellt, die teilweise noch heute Verwendung finden. Die Produktion wurde Anfang der 1990er Jahre eingestellt.

## Geschichte

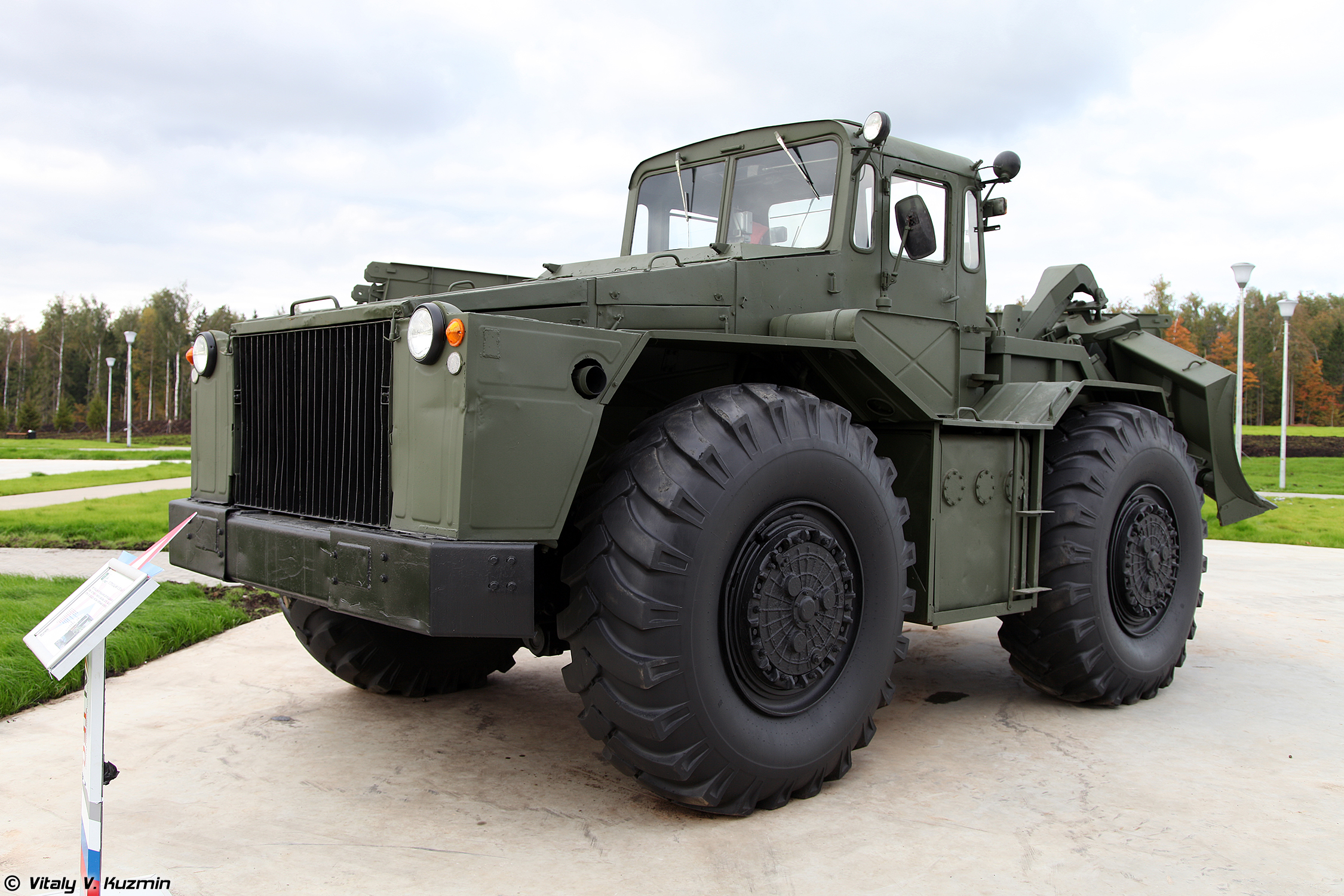
Front (bei Straßenfahrt) des gleichen Fahrzeugs (2016)

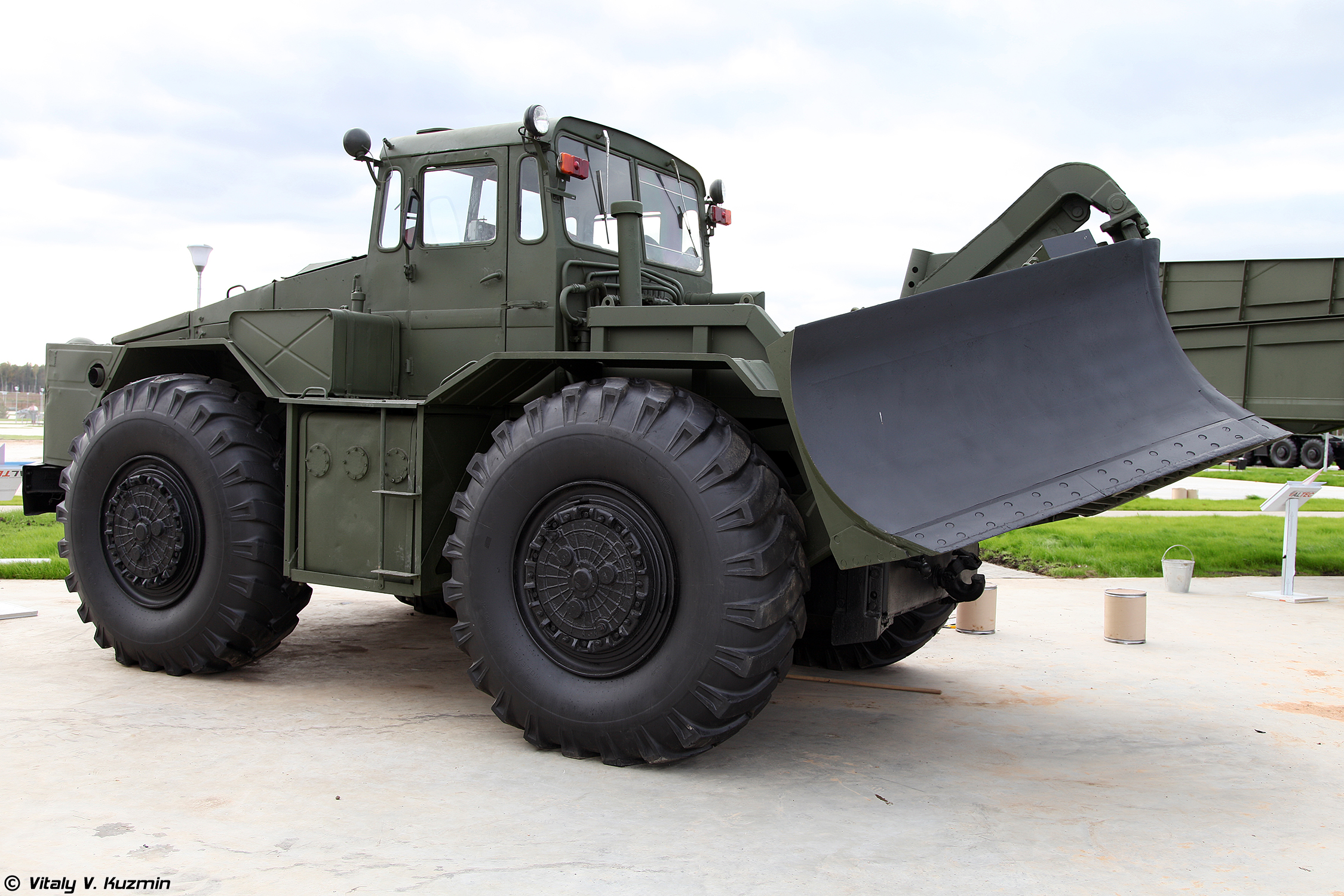
Heckansicht bei Straßenbetrieb bzw. Front bei Erdarbeiten (2016)

Bereits im Jahr 1955 wurden eine Reihe Prototypen eines schweren Raddozers gebaut und getestet, welche damals noch unter der Bezeichnung MAZ-528 geführt wurden. Ab wann man genau zur Bezeichnung MAZ-538 überging ist nicht klar, ebenso wenig sind Gründe bekannt. Bekannt ist, dass die Maschinen ab 1964 unter dem Namen MAZ-538 in Serie gefertigt wurden.
Schon 1965 begann man damit, verschiedene Varianten des Fahrzeugs zu produzieren. Im Gegensatz zu den Prototypen und den ersten Modellen passierte dies teilweise auch außerhalb des MAZ-Werks bei damals noch geheimen (oder auch offiziell nicht existierenden) Rüstungsfirmen wie MZKT oder KZKT. Bis in die 1990er Jahre wurden diverse Varianten gefertigt, oftmals auch anstatt mit MAZ-538 mit einer dreistelligen Buchstabenkombination wie BKT (russisch БКТ) oder PKT (russisch ПКТ) bezeichnet. Dabei steht das KT für Radschlepper (russisch колесный тягач), der erste Buchstabe für den konkreten Einsatzzweck je nach Auf- und Anbaugeräten.
Die verschiedenen Varianten fanden eine relativ große Verbreitung im sowjetischen Militär wie auch bei den Nachfolgerepubliken. Einige Exemplare sind heute in Museen ausgestellt oder werden zivil weitergenutzt.

## Beschreibung
Das Fahrzeug steht auf vier gleich großen Rädern mit Niederdruckreifen. Es hat zwei Lenkräder und zwei Fahrersitze in entgegengesetzter Richtung: Einen für den Straßenbetrieb und einen für die Arbeit im Gelände. Dabei sind die im Geländebetrieb hinteren Räder, ähnlichen denen eines Gabelstaplers, gelenkt. Das Schiebeschild war bei den frühen Modellen in einer charakteristischen V-Form mit abgerundeter Spitze gestaltet (nach und nach durch flache Schilde ersetzt). Später ging man dazu über, zusätzliche oder andere Geräte zu installieren, zum Beispiel Zugvorrichtungen, Aufreißer um den Untergrund zu lockern oder auch große Fräsen zum Anlegen von Gräben. Teilweise wurden auch Schiebeschilder entgegen der Hauptarbeitsrichtung im Gelände montiert, lagen also bei Straßenfahrt vorne. Je nach Version wurde die Maschine von ein oder zwei Personen bedient.
Für den Antrieb der Maschine und der Nebenaggregate wie Fräsen sorgt ein V-12-Dieselmotor des Typs D12A-375, welcher ursprünglich im Zweiten Weltkrieg für Panzer konstruiert wurde. Aus fast 39 Litern Hubraum schöpft er 375 PS. Im Laufe der Produktionsgeschichte gab es Versuche, den gleichen Motor in einer leistungsgesteigerten Variante mit 525 PS einzubauen, die sich aber aus unbekannten Gründen nicht bewährte und auch nicht weiterverfolgt wurde. Alle Varianten waren mit Allradantrieb ausgestattet und speziell auf Langlebigkeit ausgelegt.
Mit der Zeit ergab sich die Tendenz, die Maschinen größer und schwerer zu bauen. So wurde der Radstand 1965 bei der Version KZKT-538DP (russisch КЗКТ-538ДП) um mehr als einen Meter verlängert, bei späteren Modellen das Leergewicht um fast 10 Tonnen gesteigert. Auch die mögliche Stundenleistung wurde erhöht. Waren die früheren Maschinen, je nach Aufbau, noch dafür ausgelegt, 60 bis 100 m³ Erdreich pro Stunde zu bewegen, war die letzte Generation für bis zu 160 m³ pro Stunde ausgelegt.

## Technische Daten
Für die Grundversion MAZ-538.
- Motor: V-12-Dieselmotor
- Motortyp: D12A-375
- Hubraum: 38,88 l
- Leistung: 276 kW (375 PS)
- Antriebsformel: (4×4)
- Kraftstoffverbrauch: ca. 100 l/100 km
- Kraftstoffvorrat: 2×240 l
- Höchstgeschwindigkeit: 45 km/h
- Spannung der elektrischen Anlage: 24 V

Abmessungen und Gewichtsangaben
- Länge: 5870 mm
- Höhe: 3120 mm
- Breite: 3100 mm
- Radstand: 3000 mm (später auf 4200 mm verlängert)
- Bodenfreiheit: 480 mm
- Spurbreite: 2520 mm
- Leergewicht: 16,5 Tonnen
- Zulässiges Gesamtgewicht: bis zu 19,5 Tonnen